# Lago Kronockij
Il lago Kronockij (in russo Кроноцкое озеро, Kronockoe ozero) è un lago di forma triangolare situato in Russia, nel territorio della Kamčatka, 30 km a nord della Valle dei Geyser e a 40 km di distanza dal litorale orientale della penisola della Kamčatka. Deve il nome al vicino vulcano Kronockij, il cui nome deriva probabilmente dalla parola itelmena krának, «alta montagna di pietra». La sua formazione risale a circa 10.000 anni fa, quando la lava e i flussi piroclastici provenienti dalle eruzioni dei vulcani Kronockij e Krašeninnikov sbarrarono il corso del fiume Kronockaja.
Il lago ricopre un'area di 246 km², ha una profondità media di 58 m e un volume di 14,2 km³. Drena un bacino di 2330 km²; i fiumi principali di cui raccoglie le acque sono il Listvenničnaja, l'Unana e l'Uzon. Dall'angolo sud-orientale del lago esce il fiume Kronockaja, che scorre per 39 km in direzione sud-est prima di gettarsi nell'oceano Pacifico.
La superficie del Kronockij gela tra fine dicembre e metà maggio per un metro di spessore. È un lago dimittico, che raggiunge l'isotermia in luglio e a fine novembre. Le acque sono fredde perfino in estate, e le temperature non superano i 16 °C perfino in settembre, quando raggiungono i valori massimi. Il pH in prossimità della superficie scende da 8.7 a 8.0 durante la primavera e l'estate.
Imponenti rapide in prossimità del punto da cui fuoriesce il fiume Kronockaja impediscono ai pesci di entrare nel lago oppure di lasciarlo. Le specie che vivono nel lago sono tuttavia di speciale interesse scientifico come modelli di studio dei processi di microevoluzione. Tra queste ricordiamo una popolazione stanziale di salmone rosso o sockeye e un gruppo di salmerini che si distingue per le sue caratteristiche di poliformismo e plasticità: i ricercatori hanno identificato fra tre e cinque forme diverse. Nella parte orientale del lago sorgono undici isole, dalla superficie complessiva di 0,5 km², che ospitano una colonia di circa 600 coppie di gabbiano dorsoardesia. Il lago Kronockij è ben noto anche per la sua popolazione di cigni.
L'area che circonda il lago è disabitata e fa parte della riserva naturale di Kronockij, una delle aree che costituiscono il Patrimonio dell'umanità dei Vulcani della Kamčatka. I primi russi a raggiungere il lago furono i membri della spedizione in Kamčatka del 1908 guidata da F. P. Ryabušinsky; le isole del lago sono state battezzate con i loro nomi.